# Логарифмічне зростання

Графік логарифмічного зростання

У математиці логарифмічне зростання описує величину, значення якої можна описати логарифмічною функцією, яка залежить від деякого вхідного значення, наприклад {\displaystyle y=C\ log(x)}. Можлива будь-яка основа логарифма, оскільки одну можна перевести в іншу множенням на конкретну сталу. Логарифмічне зростання обернене до експоненційного зростання і досить повільне.
Поширений приклад логарифмічного зростання — це число цифр, якими записується число N у позиційній системі числення, яке зростає як {\displaystyle \log _{b}(N)}, де b основа використаної системи числення, наприклад, 10 для десяткової арифметики. У вищій математиці, часткова сума гармонійного ряду
{\displaystyle 1+{\frac {1}{2}}+{\frac {1}{3}}+{\frac {1}{4}}+{\frac {1}{5}}+\cdots }
зростає логарифмічно. У проєктуванні комп'ютерних алгоритмів, логарифмічне зростання і споріднені варіанти, такі як логарифмічно лінійне або лінеарифмічне зростання — бажані ознаки ефективності та з'являються в аналізі часової складності алгоритмів, таких як двійковий пошук.
Логарифмічне зростання може призвести до явних парадоксів, наприклад, як у мартінгейлі — стратегії керування ставками в азартних іграх, де потенційні виграші перед банкрутством зростають як логарифм грошових коштів гравця. Також воно відіграє роль у санкт-петербурзькому парадоксі.
У мікробіології фазу швидкого експоненційного росту культури клітин іноді називають логарифмічним ростом. Під час цієї фази росту бактерій, кількість нових клітин пропорційна популяції. Цю термінологічну плутанину між логарифмічним зростанням та експоненційним зростанням можна пояснити тим фактом, що криві експоненційного зростання можна випрямити, якщо під час побудови використати для осі росту логарифмічний масштаб.